# Леонтий Византийский
Леонти́й Византи́йский (греч. Λεόντιος του Βυζαντιου) — группа греческих писателей-богословов, живших в VI веке:
- Леонтий Византийский (CPG 6813-6820),
- Леонтий Схоластик (или Псевдо-Леонтий, CPG 6823),
- Леонтий, монах Иерусалимский (CPG 6917-6918),
- Леонтий, пресвитер Константинопольский (CPG 7888-7900),
- Леонтий, пресвитер Иерусалимский (CPG 7911-7912).

— авторов «Corpus Leontianum» («Леонтиевского корпуса»), состоящего по меньшей мере
из семи трактатов, не считая гомилий и фрагментов. Леонтиевский корпус помещён в первой и во второй части 86 тома Греческой патрологии (Col. 1193—2016). В настоящее время исследователи не могут указать какое сочинение из «Corpus Leontianum» кому принадлежит.

## Леонтиевский корпус
Леонтиевский корпус это ряд церковно-исторических и полемических сочинений, направленных против еретиков. В его состав входят сочинения:
- «Против несториан и евтихиан»
- «30 глав»
- «Аргументы против Севира»
- «Против обманов аполлинаристов»
- «Против монофизитов»
- «Против несториан»

и другие.